# Willard, Utah
Willard är en ort i Box Elder County i Utah. Vid 2010 års folkräkning hade Willard 1 772 invånare.